# Montflovin
Montflovin era una comuna francesa que estaba situada en el departamento de Doubs, de la región de Borgoña-Franco Condado, que el 1 de enero de 2025 pasó a formar parte de la comuna nueva de Pays-de-Montbenoît como comuna delegada.

## Demografía
| Gráfica de evolución demográfica de Montflovin entre 1800 y 2022 |
|                                                                  |

Los datos demográficos contemplados en este gráfico de la comuna de Montflovin se han cogido de 1800 a 1999 de la página francesa EHESS/Cassini, y los demás datos de la página del INSEE.